# RC Graz
RC Graz ist eine Rugby-Union-Mannschaft aus Graz, Österreich. Der Klub wurde 1995 gegründet. 

## Herrenmannschaft
Die erste Herrenmannschaft spielt in der Saison 2020/21 in der österreichischen Bundesliga.

### Erfolge
- 2013, 2014, 2015, 2017, 2019 & 2021 gewann der Club im 7er-Rugby die Österreichische Staatsmeisterschaft[1]
- 2021 gewann der Club im 15er-Rugby die Österreichische 15er Staatsmeisterschaft

## Damenmannschaft
Im Gegensatz zu den Herren spielen die Damen nicht 15er, sondern 7er-Rugby. 
Die Damenmannschaft spielt in der Saison 2014/15 in der Bundesliga, der höchsten Spielklasse.